# Welcome to Chippendales
Welcome to Chippendales, ou Bienvenue chez les Chippendales au Québec, est une mini-série dramatique américaine en huit épisodes d'environ 40 minutes créée par Robert Siegel inspirée du livre Deadly Dance : The Chippendales Murders de K. Scot Macdonald et Patrick MontesDeOca, et diffusée du 22 novembre 2022 au 3 janvier 2023 sur la plateforme Hulu.
Dans les pays francophones, elle est disponible sur Disney+.

## Synopsis
Suit la vie et la carrière de Somen Banerjee, le fondateur de la troupe Chippendales.

## Distribution

### Acteurs principaux
- Kumail Nanjiani (VF : Antoine Schoumsky) : Somen « Steve » Banerjee
- Murray Bartlett (VF : Laurent Maurel) : Nick De Noia
- Annaleigh Ashford : Irene
- Juliette Lewis (VF : France Renard) : Denise

### Acteurs secondaires
- Quentin Plair (VF : Diouc Koma) : Otis
- Andrew Rannells (VF : Damien Ferrette) : Bradford Barton
- Robin de Jesús (en) (VF : Paolo Domingo) : Ray Colon
- Spencer Boldman : Lance McCrae

### Invités
- Dan Stevens (VF : Damien Witecka) : Paul Snider
- Nicola Peltz (VF : Julia Boutteville) : Dorothy Stratten

 Source et légende : version française (VF) sur RS Doublage

## Épisodes
1. Une atmosphère élégante et exclusive (An Elegant, Exclusive Atmosphere)
2. Quatre génies (Four Geniuses)
3. Velveeta
4. Strictement professionnel (Just Business)
5. Sangsues (Leeches)
6. 31 février (February 31st)
7. Du papier, c'est du papier (Paper Is Paper)
8. Suisse (Switzerland)